# Перуансько-колумбійська війна

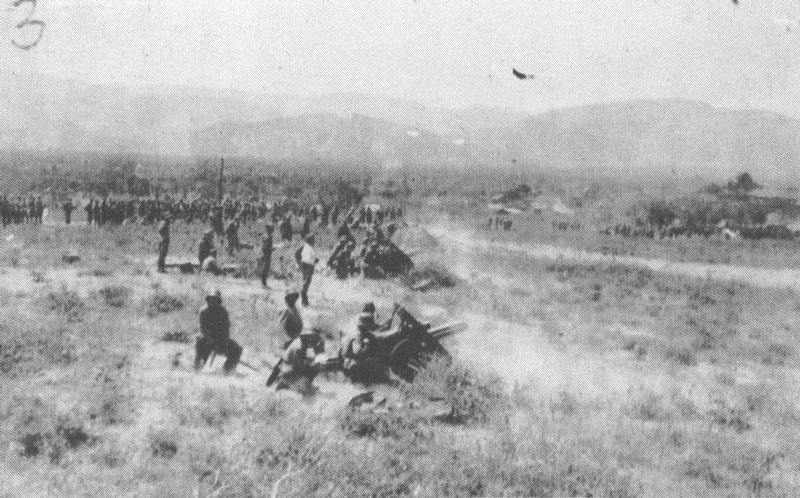
Колумбійська армія протистоїть атаці Перу

Перуансько-колумбійська війна (1 вересня 1932 — 24 травня 1933) — військовий конфлікт між Перу та Колумбією.

## Причини війни і сили сторін
Головною причиною війни був територіальний спір між Перу і Колумбією. 24 березня 1922 року обидві країни підписали Саломон-Лозанську угоду, згідно з яким за Колумбією було визнано право на «трапецію Летісії» — частина провінції Байо-Амазонас з річковими портами Летісія і Лорето. Проте в 1932 році перуанський президент і полковник Луїс Санчес Серро взяв курс на перегляд угоди і повернення «трапеції Летісії» до Перу.
До початку війни у складі сухопутної армії Перу було 5 піхотних дивізій, 1 кавалерійська бригада, сили Національної гвардії, ВМС включали 2 крейсера, 1 міноносець, 2 підводні човни, 5 річкових канонерських човнів, ВВС — 60 літаків; Колумбія мала 5 піхотних дивізій, 1 кавалерійську бригаду, 3 морські і 6 річкових канонерських човнів та 20 літаків.

## Бойові дії
1 вересня 1932 року 250 цивільних перуанців на чолі з інженером Ордонесом перейшли перуансько-колумбійський кордон і захопили Летісію. Наступного дня в Лорето почалося повстання з вимогою приєднання міста до Перу. Уряд Перу заперечував причетність до цих подій, але при цьому направив на допомогу повсталим роту солдатів і канонерку зі зброєю та боєприпасами. Тільки 30 вересня Перу відкрито зажадала перегляду договору про кордон.
Колумбію охопив сплеск патріотизму; 19 вересня газета El Tiempo повідомила, що вона отримала 10 000 листів з вимогами вступити у війну й повернути Летісію, в цей же день тисячі колумбійських студентів пройшли по вулицях Боготи під гаслом «Смерть Санчесу Серро!».
3 жовтня Колумбія звернулася до Ліги Націй зі скаргою на дії Перу. Тим часом, наступ перуанців тривав, і вже 1 листопада вони зайняли місто Тарапака, тим самим повністю захопивши спірну територію.
Військова присутність Колумбії в цьому регіоні була мінімальною, що полегшило його захоплення армією Перу, але в грудні Колумбія спорядила експедицію (1,5 тисячі чоловік і 25 гармат на чолі з генералом Альфредо Кобо), яка 20 грудня відпливла з портів Картахена і Барранкілья і через нейтральну територію Бразилії прибула до Тарапаки 14 лютого 1933 року, надавши командувачу перуанського гарнізону полковнику Діасу ультиматум з вимогою покинути місто. Перуанці атакували колумбійську канонерку «Кордова» на нейтральній бразильської території, що стало приводом до початку бойових дій; після 4-годинного бою колумбійцям вдалося витіснити перуанський гарнізон з Тарапаки; у відповідь на це 15 лютого 1933 року Перу розірвало відносини з Колумбією і була оголошена загальна мобілізація.
17 березня 1933 року колумбійські війська перейшли в наступ; 19 березня вони вибили перуанців з села Буенос-Айрес і перенесли бойові дії на перуанську територію, захопивши укріплений пункт Гвепі.
Перу зробило спробу повторити похід Кобо, направивши крейсер «Альміранте Ґрау» з двома підводними човнами через Панамський канал і Карибське море до гирла Амазонки, після чого він повинен був по Амазонці прибути до місця бойових дій, але 24 травня він був зупинений в Манаусі у зв'язку з початком мирних переговорів.

## Підсумки
Серро був убитий 30 квітня і новим президентом став Оскар Бенавідес. 12 травня Перу погодилося почати мирні переговори з Колумбією (до цього Перу відкинуло посередницьку пропозицію Бразилії). 25 травня було укладено перемир'я, за яким «трапеція Летісії» терміном на рік передавалася під управління міжнародної комісії Ліги Націй.
Мирний договір між двома країнами був офіційно підписано 2 листопада, а 24 травня у Ріо-де-Жанейро Перу і Колумбія підписали угоду про кордон, остаточно врегулювавши територіальну суперечку. «Трапеція Летісії» була визнана частиною Колумбії.